# 獅子座65
獅子座65，又名BD+02 2387，HD 96436、SAO 118668、HR 4319，是獅子座的一颗恒星，视星等为5.52，位于銀經253.65，銀緯54.5，其B1900.0坐标为赤經11h 1m 48.1s，赤緯+2° 54.5′ 54″。